# Brestlitevský mír

Hranice mezi bolševickým Ruskem a Ústředními mocnostmi po podepsání příměří

Brestlitevský mír byla separátní mírová smlouva podepsaná 3. března 1918 mezi sovětským Ruskem a Ústředními mocnostmi (Německem, Rakousko-Uherskem, Osmanskou říší a Bulharskem), na jejímž základě se Rusko stáhlo z první světové války. Smlouva, která následovala po měsících jednání po uzavření příměří na východní frontě v prosinci 1917, byla podepsána v Brestu Litevském (dnes Brest, Bělorusko).
Sovětskou delegaci zpočátku vedl Adolf Joffe a klíčovými postavami za Ústřední mocnosti byli Max Hoffmann a Richard von Kühlmann z Německa, Otakar Černín z Rakousko-Uherska a Talat Paša z Osmanské říše. V lednu 1918 Ústřední mocnosti vznesly požadavek na odtržení všech okupovaných území bývalého Ruského impéria. Sověti vyslali novou mírovou delegaci vedenou Lvem Trockým, která se snažila jednání zdržovat v naději na revoluce ve střední Evropě. Obnovená ofenziva Ústředních mocností, zahájená 18. února, dobyla rozsáhlá území v Pobaltí, Bělorusku a na Ukrajině, což donutilo sovětskou stranu požádat o mír.
Podle podmínek smlouvy ztratilo Rusko kontrolu nad Ukrajinou, Polskem, Běloruskem, Litvou, Lotyšskem a Estonskem, stejně jako nad kavkazskými provinciemi Kars a Batum. Tato území zahrnovala 34 % obyvatel zaniklého impéria, 54 % jeho průmyslové půdy, 89 % uhelných dolů a 26 % železniční sítě. Sovětská vláda také potvrdila nezávislost Finska, kterou uznala již v lednu 1918, a zavázala se ukončit válku s Ukrajinskou lidovou republikou, kterou Ústřední mocnosti uznaly předchozí brestlitevskou smlouvou (9. února 1918). Doplňkový protokol podepsaný v srpnu 1918 zavazoval Rusko k zaplacení válečných reparací Německu ve výši šesti miliard marek. Smlouva byla v Rusku velmi kontroverzní, stala se sjednocujícím motivem pro Bílé hnutí a způsobila rozkol mezi bolševiky a levými socialistickými revolucionáři, jejichž zástupci po jejím podepsání odešli z Rady lidových komisařů a později zahájili povstání.
Smlouva byla zrušena příměřím z 11. listopadu 1918, kdy se Německo vzdalo západním spojeneckým mocnostem. Následné pokusy Sovětů obnovit moc na ztracených územích během ruské občanské války (1917–1922) měly smíšené výsledky – Rudá armáda byla poražena v bojích za nezávislost tří pobaltských států a v polsko-sovětské válce, ale zvítězila v invazích do Ázerbájdžánu, Arménie a Gruzie a v ukrajinsko-sovětské válce. Hranice s Tureckem stanovená smlouvou byla do značné míry potvrzena Karskou smlouvou (1921). Podle Rapallské smlouvy (1922) se Rusko a Německo vzájemně zřekly všech územních a finančních nároků.
Hranice Ruska stanovené touto smlouvou se téměř přesně shodují s hranicemi po roce 1991 po rozpadu Sovětského svazu.

## Pozadí
Po Říjnové revoluci Rusko odmítlo účast ve válce, ale zároveň i Dohodou navrhovanou mírovou smlouvu. Ruská fronta se rozpadla, čehož využily Německo s Rakouskem-Uherskem k rozsáhlému útoku. Jeho výsledkem bylo zpětné dobytí území, z nichž byly v předchozích letech vytlačeny carskou armádou, tj. území dnešního Polska, a získání oblasti, na kterých je dnes Ukrajina a Pobaltí, jakož i bývalou Karskou oblast v Zakavkazsku.
Sovětská vláda Ruska tak byla 3. března 1918 v Brestu Litevském v dnešním Bělorusku nucena podepsat smlouvu o daleko nevýhodnějším míru, než jaký jí byl původně navrhován. V ní Rusko uznalo právo ústředních mocností na nově získaná území. Německé armády byly přesunuty na západní frontu, kde se schylovalo k rozhodujícím bojům první světové války. Smlouva také zavazovala Sověty, aby na svém území nestrpěli vojenské oddíly nepřátelské ústředním mocnostem. To se mimo jiné týkalo i československých legionářů.

## Důsledky pro Rusko
Brestlitevský mír měl pro bolševické Rusko rozporuplné následky. Na straně jedné pomohl bolševikům získat čas na udržení výsledků své revoluce. Podle některých historiků Rusko obdrželo od Německa za ukončení východní fronty úplatek několik milionů marek ve zlatě.[zdroj?] Na straně druhé znamenal významné územní ztráty zhruba 1 milionu kilometrů čtverečních: Rusko přišlo o Finsko, Pobaltí, část Polska, Ukrajinu, Bělorusko a Besarábii, tedy území, na kterém se nacházela přibližně čtvrtina jeho obyvatelstva i průmyslu a většina uhelných dolů.
Proti brestlitevskému míru se sice postavil jeden z vůdců revoluce – Lev Trockij, ovšem Lenin měl silnější pozici. Ve výsledku bylo obětováno území ve prospěch ukončení války s Německem a upevnění bolševické moci.

## Trvání účinnosti
Poté, co byly ústřední mocnosti koncem roku 1918 nuceny na západě kapitulovat a následně upadly do chaosu a rozvratu, ztratila smlouva na faktické účinnosti. Sovětské Rusko během několikaleté občanské války znovu ovládlo většinu Ukrajiny a Běloruska, v další expanzi na západ mu zabránila prohraná válka s Polskem. Formálně byl brestlitevský mír anulován podepsáním Rapallské smlouvy roku 1922.
Další ztracená území Sovětský svaz ovládl v různých fázích druhé světové války – Besarábii, Pobaltí, Kresy (západ dnešní Ukrajiny a Běloruska) – a získal i území, která Rusku nikdy předtím nepatřila (Podkarpatská Rus, Kalinigradská oblast, severní Bukovina). Na Finsku dobyl v Zimní válce pouze jihovýchodní pohraničí (Vyborg, Karélie) a oblast Petsamo u Severního ledového oceánu.